# مارمولک
مارمولک یا مارمولک‌سانیان (زیرراسته Lacertilia) گروه بسیار بزرگی از خزندگان از راستهٔ پولک‌داران است که شامل بیش از ۶۰۰۰ گونه خزنده و بسیار کرم هستند. مارمولک‌ها در سرتاسر کرهٔ زمین جز قطب جنوب و قطب شمال پراکنده هستند. اکثر مارمولک‌ها چهار اندام حرکتی، گوش‌های خارجی و یک دُم دارند. مارمولک‌ها دید پیشرفته‌ای دارند و قادرند رنگ‌ها را ببینند، همچنین دارای حس بویایی قدرتمندی نیز هستند.       

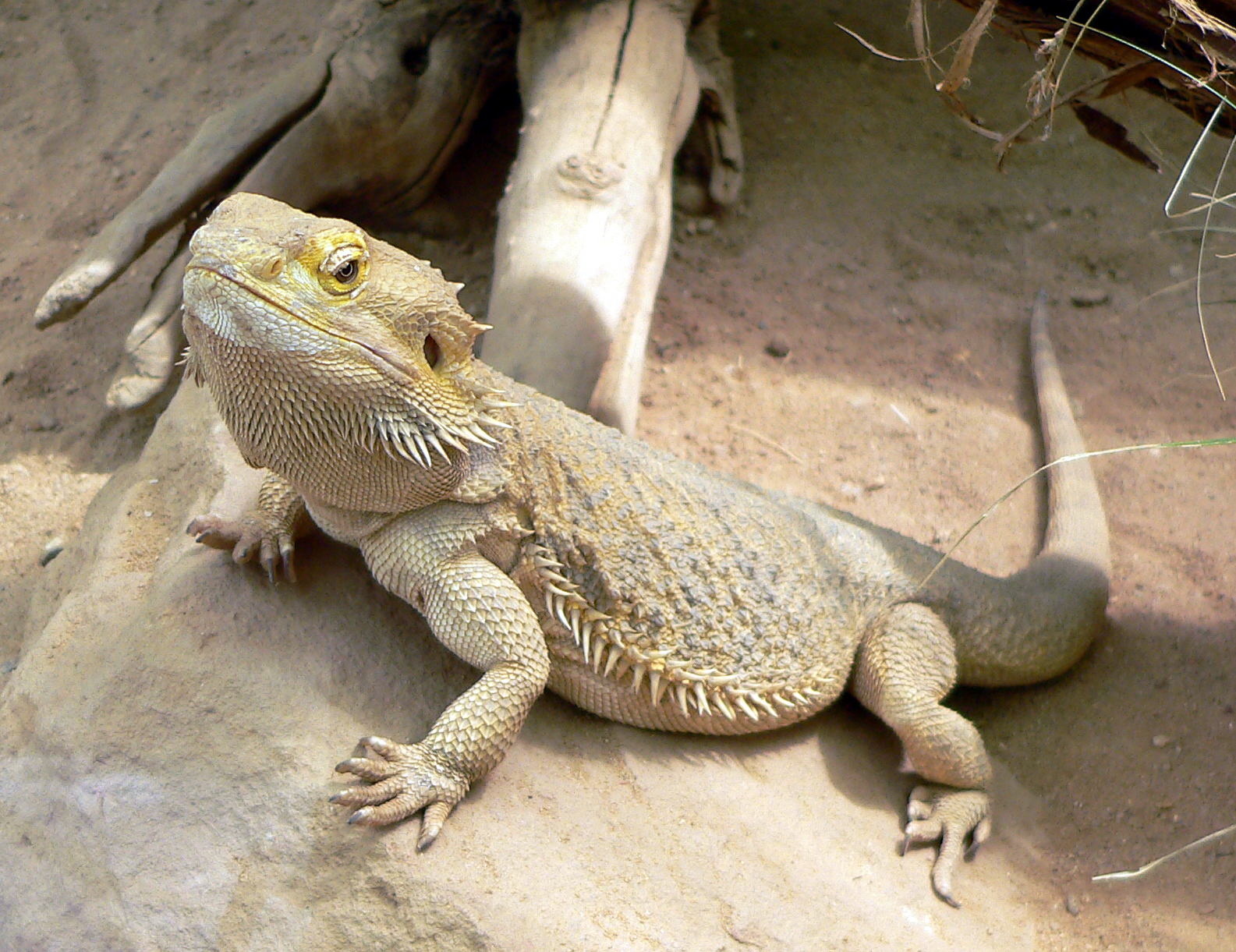
یک مارمولک برتاگیم

بیشتر مارمولک‌ها گوشت‌خوار هستند. مارمولک‌های کوچک، عموماً از حشرات تغذیه می‌کنند و انواع بزرگ‌تر مانند اژدهای کومودو، می‌توانند از پستاندارانی به بزرگی گاومیش، تغذیه کنند.
مارمولک‌ها جهت حفاظت از خود در مقابل جانوران شکارچی روش‌ها و ابزارهای متنوعی مانند زهر، استتار و خودوابری به معنای جداکردن عمدی دم خود در مواجهه با خطر، به‌کار می‌برند.
روز جهانی مارمولک در نیم‌کره شمالی، ۴ فوریه و نیم‌کره جنوبی ۱۴ اوت است.

## اندازه
مارمولک‌ها دارای اندازه‌های متنوعی هستند. برخی از آفتاب‌پرست‌ها و گکوها اندازه‌های کوچکی در حد چند سانتی‌متر دارند و گونه‌هایی مانند اژدهای کومودو، تا ۳ متر طول دارند.

## روش‌های حرکت

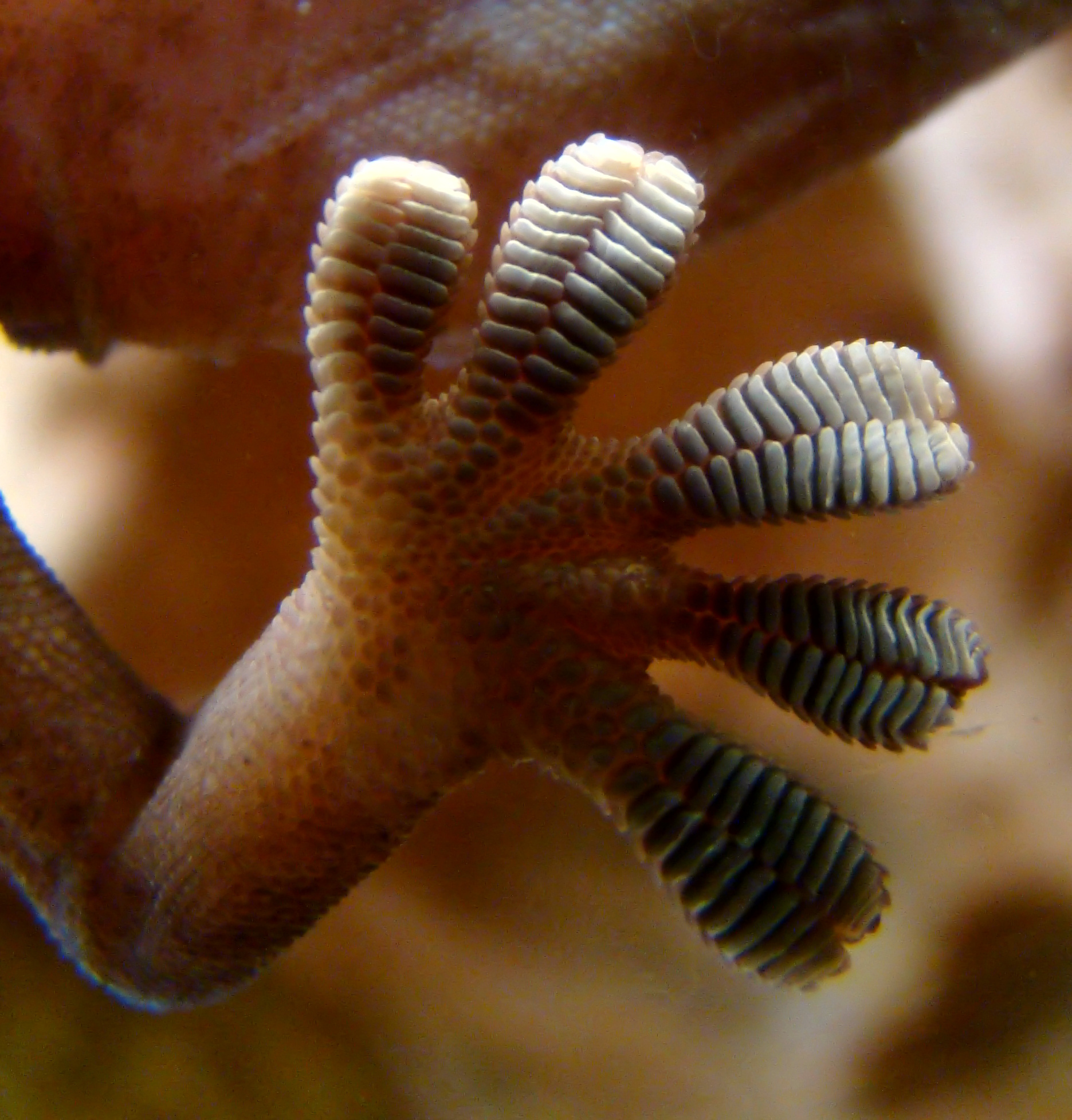
انگشتان چسبناک گکو که برای حرکت صعودی مناسب هستند.

مارمولک‌ها عموماً دارای چهار دست و پا هستند و با روش قدم برداشتن، جابجا می‌شوند. تعداد کمی از آن‌ها مانند مارمولک بی‌پا فاقد دست و پا هستند و ظاهری مشابه مارها دارند. برخی مارمولک‌ها مانند مارمولک‌های پرنده دارای توانایی نوعی پرواز موسوم به گلاید کردن تا فاصلهٔ ۶۰ متر با ۱۰ متر کاهش ارتفاع هستند. چندین گونه از مارمولک‌ها، تنها با استفاده از دو پای عقب خود، قادر به دویدن هستند. مارمولک‌های باسیلیک نیز می‌توانند روی سطح آب بدوند.

## حواس
مارمولک‌ها مانند بسیاری از مهره‌داران، دارای حس بینایی، بویایی، شنوایی، چشایی و لامسه هستند. اما میزان این حواس، بر اساس نوع گونه، محل زندگی و سایر ویڗگی‌های محیطی، متفاوت است. برخی مارمولک‌ها برای حفاظت از خود و اطلاع از وجود خطر، به حس شنوایی قدرتمند خود متکی هستند. گونه‌های مختلفی از بزمجه‌ها مانند اژدهای کومودو، برای یافتن شکار خود، دارای حس بینایی و بویایی بسیار قوی هستند.

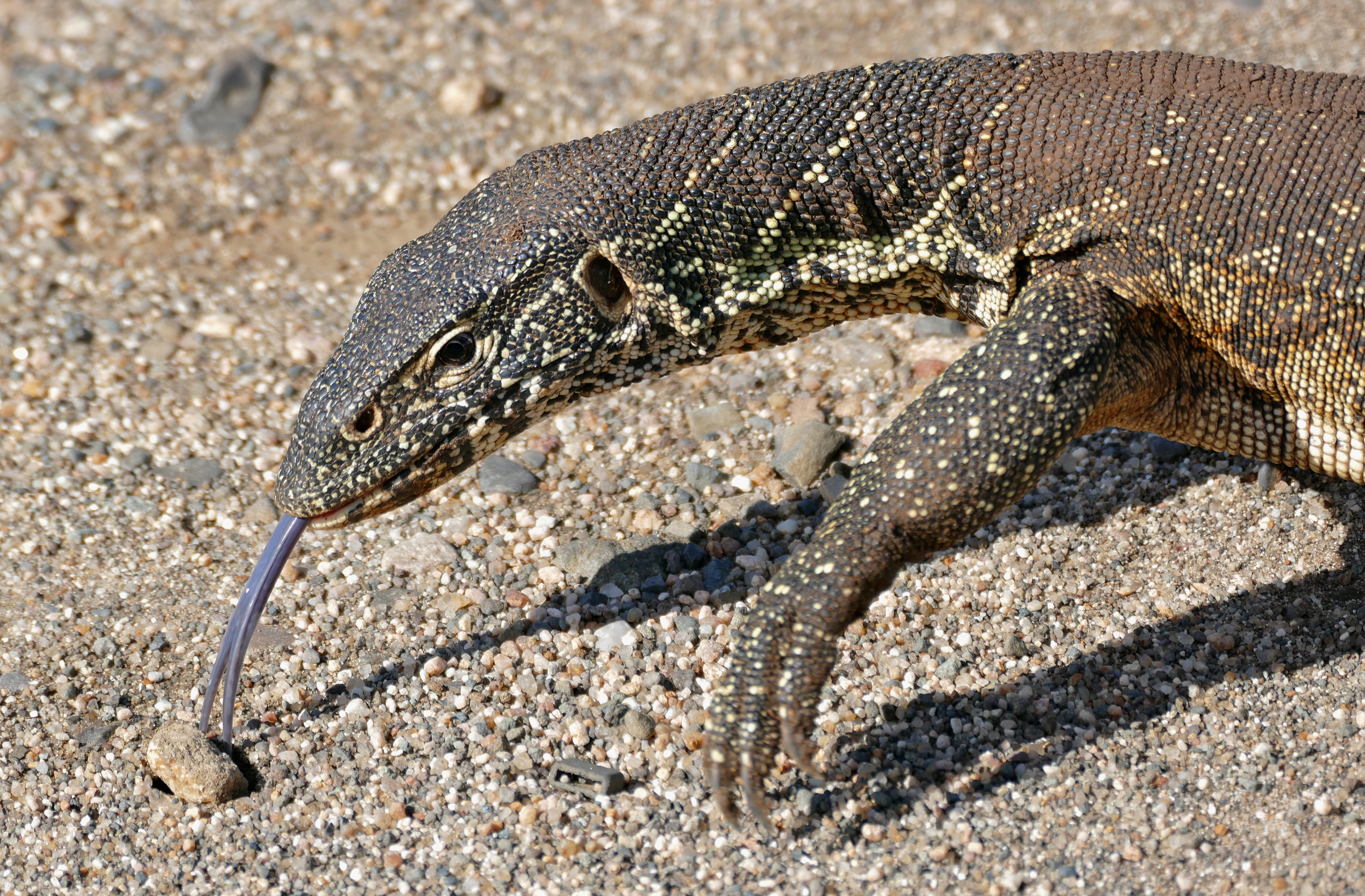
یک بزمجه نیل در جست و جوی طعمه با استفاده از زبان خود

مارمولک‌ها مانند مارها و بسیاری از پستانداران و دارای اندام ژاکوبسون هستند. وظیفهٔ این اندام، تشخیص و ردیابی فرومون‌ها است. برخی مارمولک‌ها از جمله ایگواناها و سوسمار پل‌دماغی دارای اندامی بر روی پشت خود، موسوم به چشم سوم هستند. این اندام می‌تواند تاریکی یا روشنایی و حرکات اطراف جانور را تشخیص دهد. چشم سوم، نوعی چشم ابتدایی بوده و تنها شامل عدسی و شبکیه است و قابلیت تصویرسازی ندارد، اما می‌تواند تحرک جانوران شکارچی را تشخیص دهد.

## زهر
تا سال۲۰۰۶ تصور می‌شد که هیولای هیلا و مارمولک پوست‌منجوقی، تنها مارمولک‌های دارای زهر هستند اما اکنون مشخص شده که برخی بزمجه‌ها مانند اژدهای کومودو دارای غدد تولیدکنندهٔ زهر در دهان خود هستند. زهر بزمجه مشبک باعث از دست رفتن هوشیاری، کاهش فشار خون و جلوگیری از انعقاد خون می‌شود. تاکنون ۹ نوع زهر مشترک با زهرمارها در مارمولک‌ها شناسایی شده است.

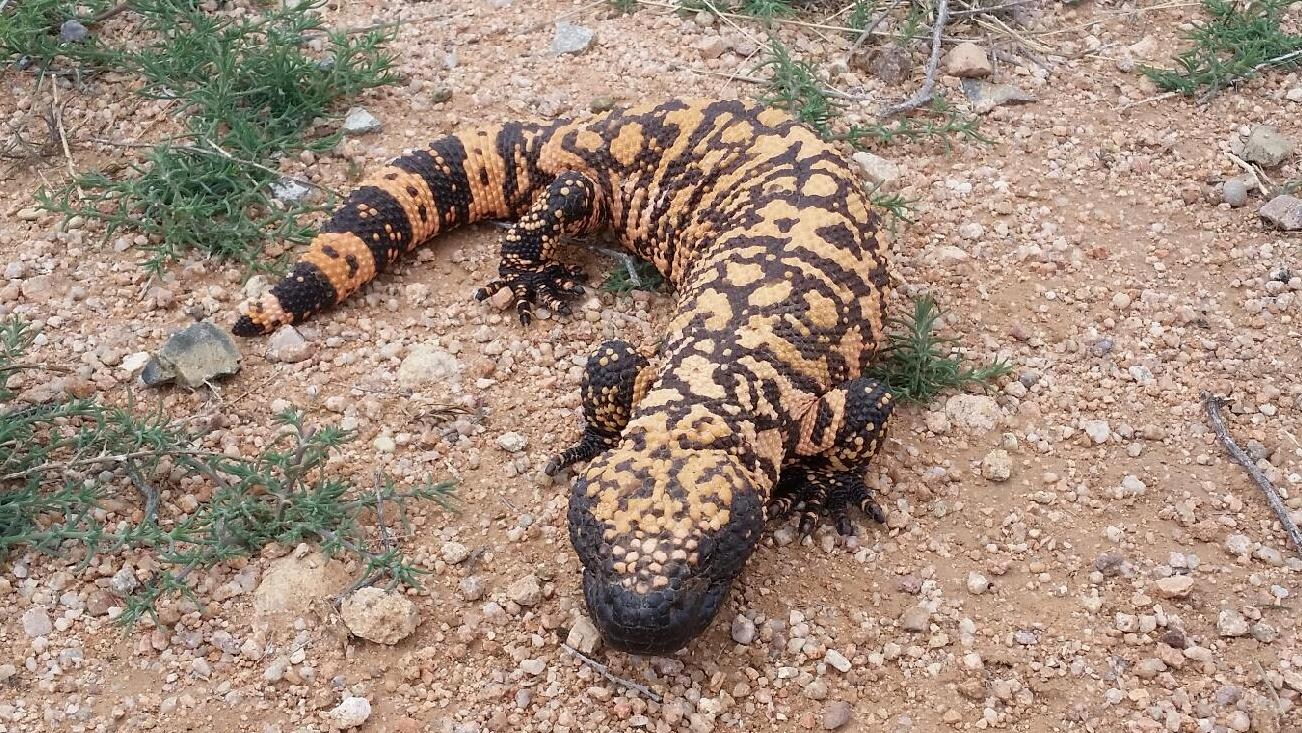
هیولای هیلا، یک مارمولک زهردار

## تولیدمثل
مارمولک‌ها لقاح داخلی دارند. جانور نر در هنگام جفت‌گیری، با استفاده از اندام همی‌پنیس خود، اسپرم‌ها را وارد کلوآک جانور ماده می‌کند.
اغلب مارمولک‌ها تخم‌گذار هستند. تخم‌ها معمولاً دارای پوسته‌ای چرمی به منظور تأمین آب برای تخم است. در مقابل، مارمولک‌های بومی مناطق گرم و خشک، به‌منظور جلوگیری از تبخیر آب از خلال پوستهٔ تخم‌ها و ممانعت از خشک شدن تخم‌ها دارای پوسته‌ای کلسیمی و مستحکم هستند.
حدود ۲۰ درصد از مارمولک‌ها زنده‌زایی دارند و تعداد کمی از گونه‌ها نیز قادر به بکرزایی هستند. تعیین جنسیت وابسته به دما در بعضی از مارمولک‌ها مشاهده شده است و در دماهای پایین‌تر، اغلب نوزادان، ماده هستند و با بالا رفتن دمای محل تخم‌ها، فراوانی نوزادان نر بیشتر می‌شود. برخی مارمولک‌ها همچنین دارای کروموزوم جنسی هستند.

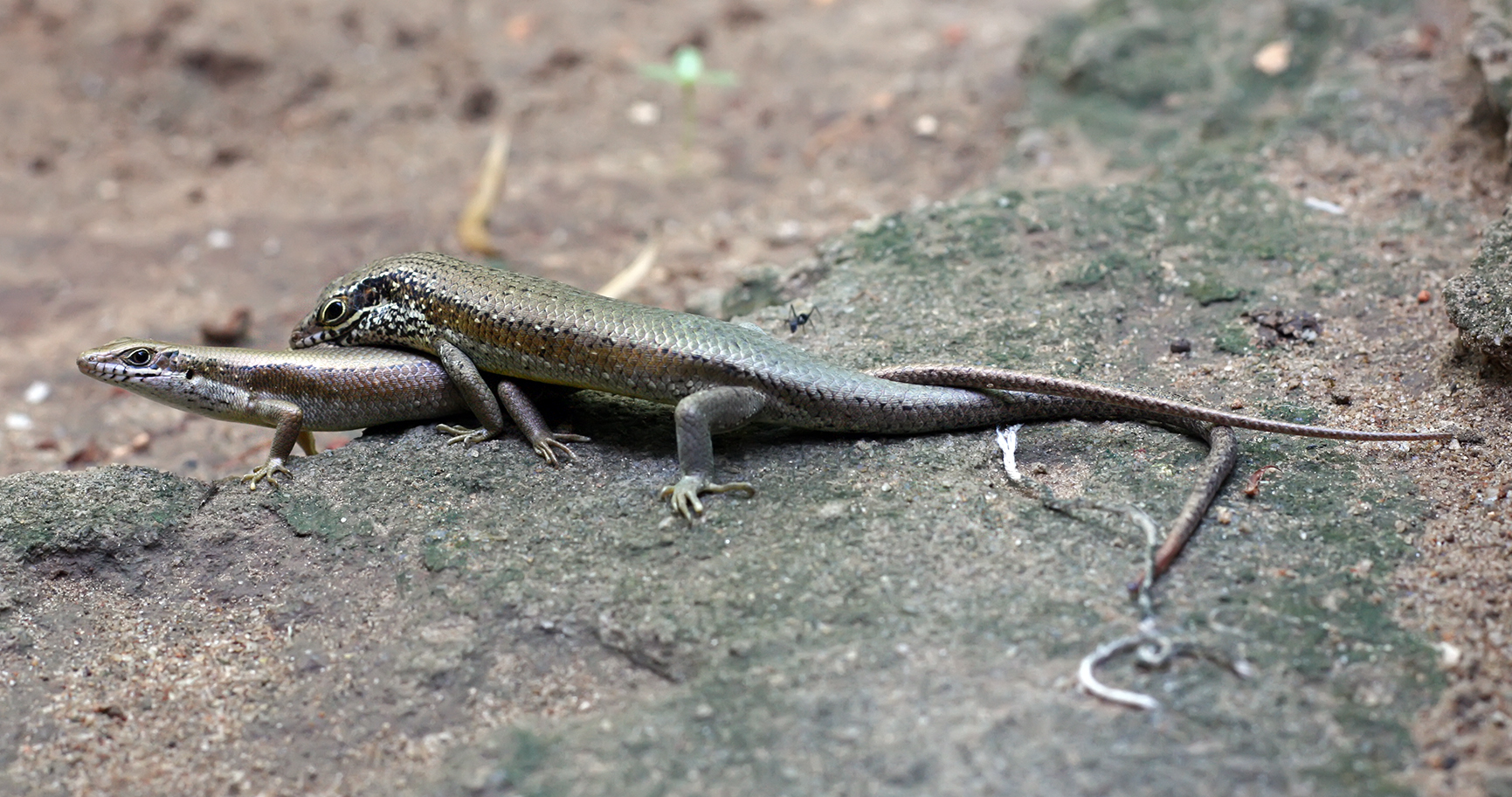
دو مارمولک اسکینک در حال جفت‌گیری

## تنظیم دمای بدن
مارمولک‌ها جانورانی خونسرد بوده و قادر به تنظیم دمای بدن خود نیستند. آن‌ها برای دریافت گرما، به خورشید متکی هستند. به همین دلیل، اکثر مارمولک‌ها جانورانی روزگرد هستند. گکوها در این مورد استثنا بوده و عموماً شب‌ها فعالیت می‌کنند و شب‌زی هستند.

## بوم‌شناسی

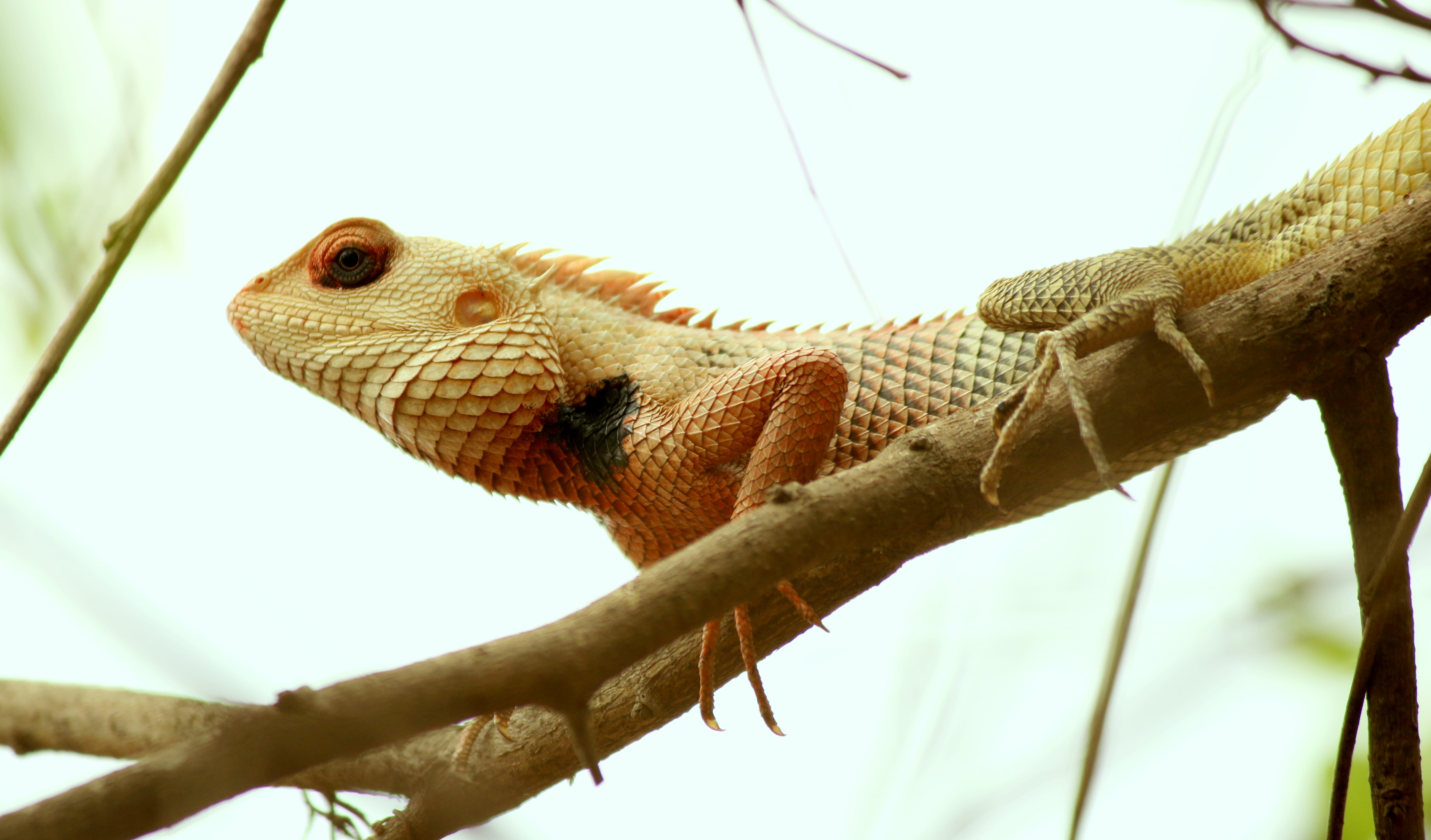
یک مارمولک درختی

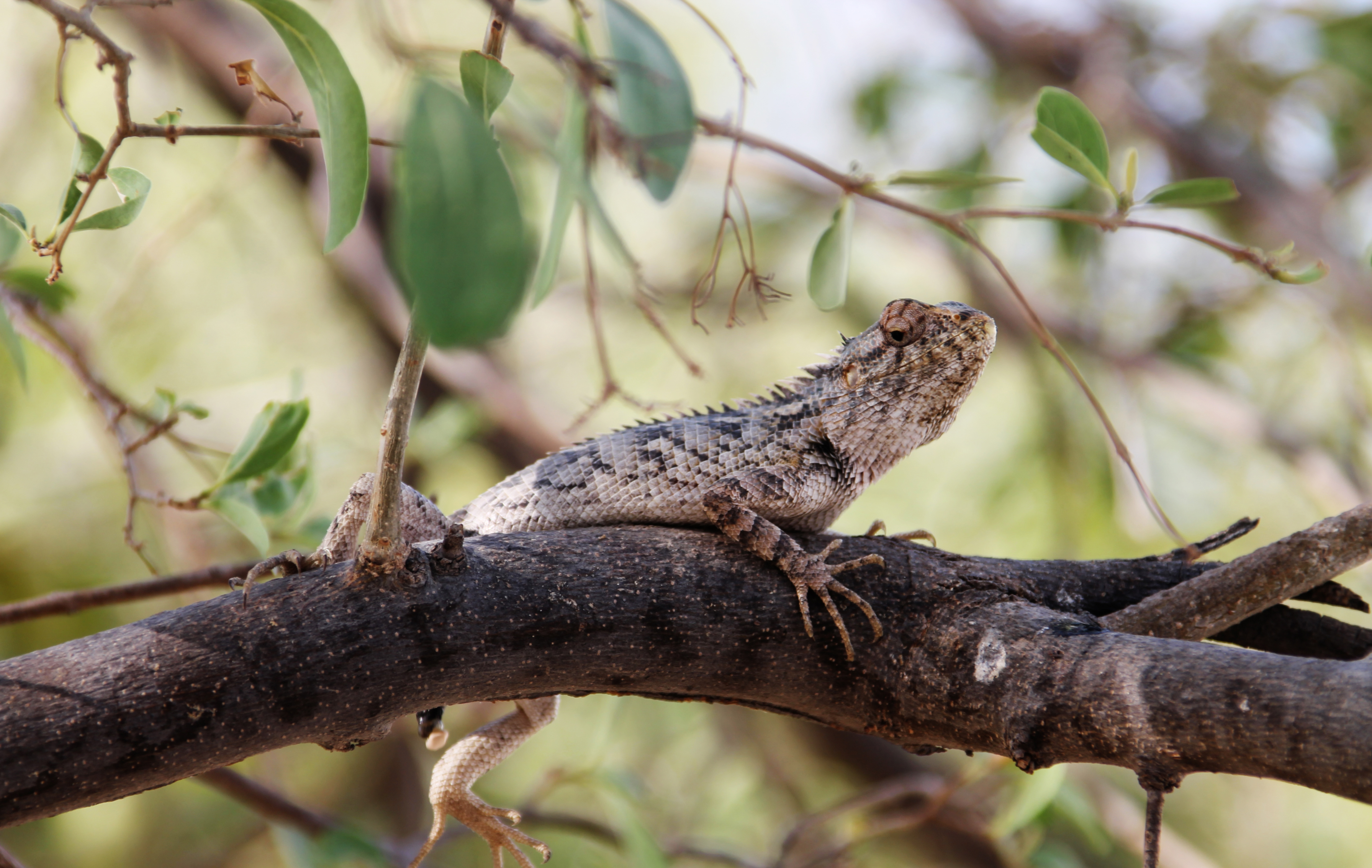
یک مارمولک از بیابان ترپارکر

### زیست‌گاه
مارمولک‌ها در سراسر دنیا به‌جز قطب شمال و جنوبگان و برخی از جزایر، پراکندگی دارند. آن‌ها تا ارتفاعی معادل ۵۰۰۰ متر از سطح دریا، مشاهده و ثبت شده‌اند. گونه‌های مختلف مارمولک در محیط‌های مختلف سازگاری پیدا کرده‌اند اما به‌طور کلی اقلیم گرمسیری را ترجیح می‌دهند. مارمولک‌ها بر روی زمین، در کوهستان‌ها و زیستگاه‌های صخره‌ای، در جنگل‌ها و بالای درختان، در زیر سطح زمین و حتی مانند ایگوانای دریایی در آب زندگی می‌کنند.

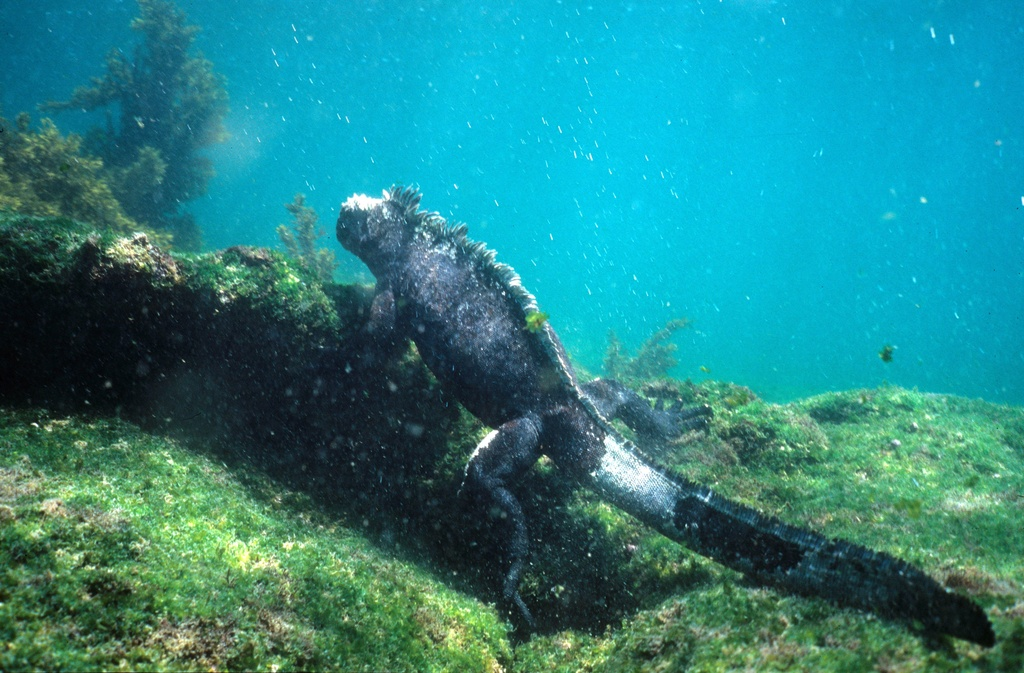
یک ایگوانای دریایی در زیر آب

### تغذیه

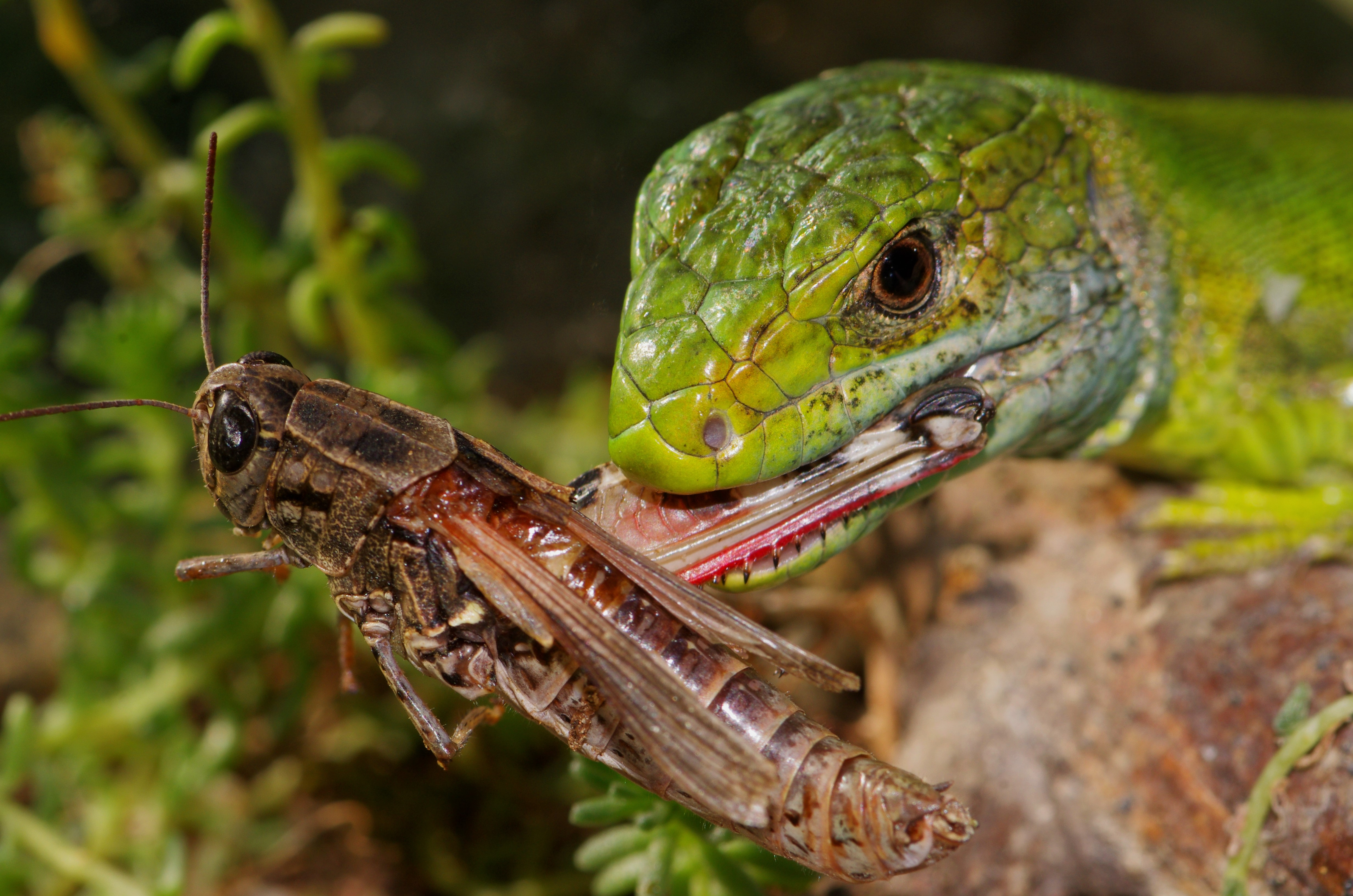
یک مارمولک سبز غربی در حال شکار یک ملخ

مارمولک‌ها عموماً گوشتخوار و شکارگر هستند و از طیف وسیعی از جانداران کوچک به ویژه حشرات، تغذیه می‌کنند. گونه‌های بزرگ‌تر مانند اژدهای کومودو از ماهی‌ها، دوزیستان، جوندگان، خزندگان، پرندگان و تخم آن‌ها و اجساد حیوانات، تغذیه می‌کنند. کومودوها عموماً مردارخوار هستند لاوه برداشتن زهر، دارای آرواره‌های قوی بوده و می‌تواند یک گاومیش را بکشد. یک کومودوی بالغ ۵۰ کیلوگرمی می‌تواند در عرض ۱۷ دقیقه، تا ۳۱ کیلوگرم غذا بخورد.
حدود ۲ درصد از مارمولک‌ها، از جمله بسیاری از ایگواناها، گیاهخوار هستند. ایگواناهای گیاهخوار بالغ از علف‌ها، برگ‌ها، گل‌ها و میوه‌ها تغذیه می‌کنند اما ایگواناهای تازه متولد شده و جوان، معمولاً حشره‌خوار هستند و به تدریج، گیاهخوار می‌شوند.

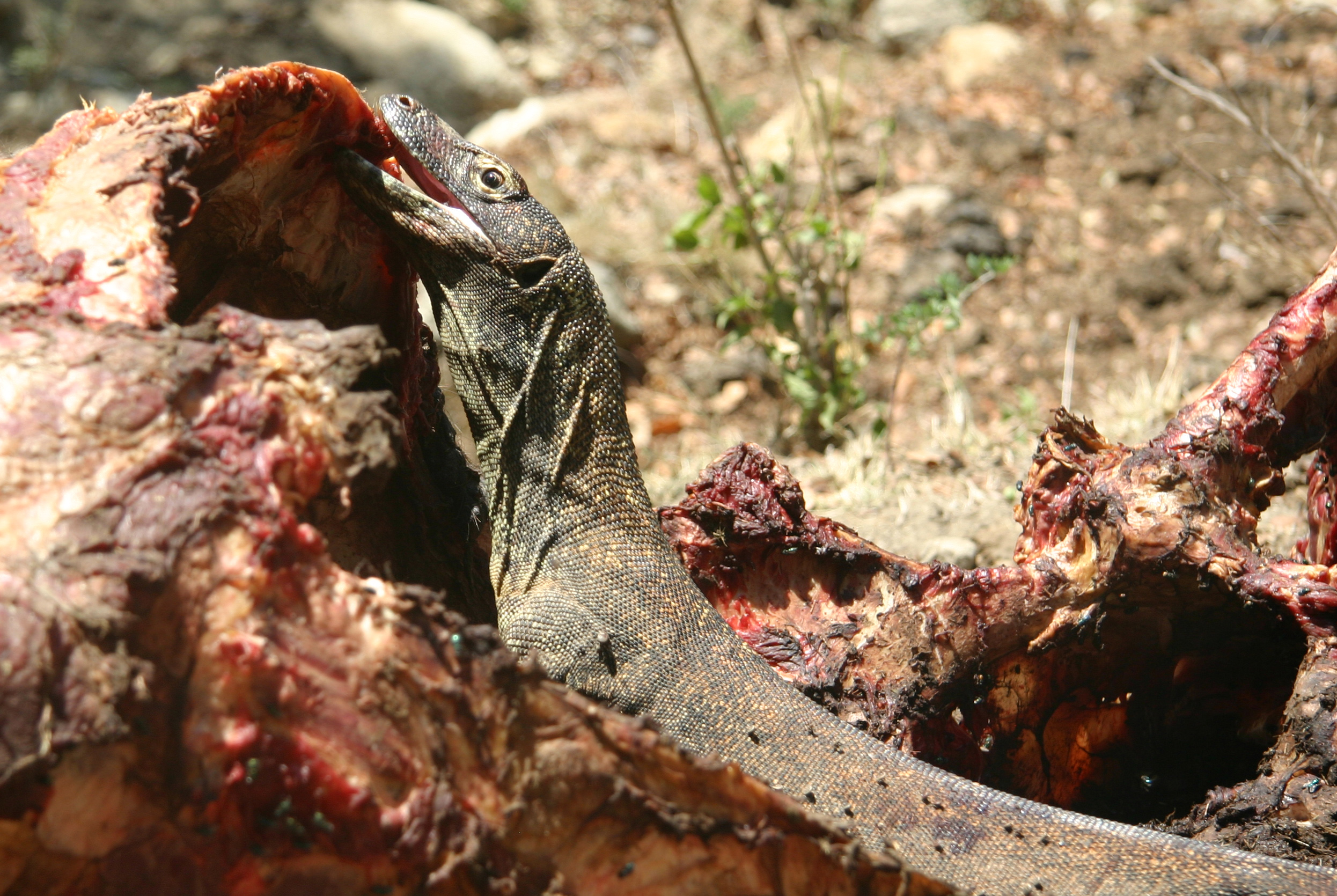
یک اژدهای کومودو جوان در حال خوردن یک بوفالو

## مارمولک‌ها و انسان
به‌جز چند استثنا، مارمولک‌ها نمی‌توانند خطری برای انسان ایجاد کنند. یکی از این موارد، بزرگ‌ترین مارمولک، اژدهای کومودو است. این جانور می‌تواند به انسان حمله کرده و آسیب‌های جدی ایجاد کند. در سال ۲۰۰۷، حملهٔ یک کومودو به یک کودک ۸ ساله در اندونزی، در نهایت منجر به مرگ آن کودک به‌دلیل خونریزی شدید گردید. انواعی از آنولان‌ها، ایگواناها و برخی از گکوها مانند گکوی پلنگی به‌عنوان یک حیوان خانگی، محبوبیت زیادی دارند.

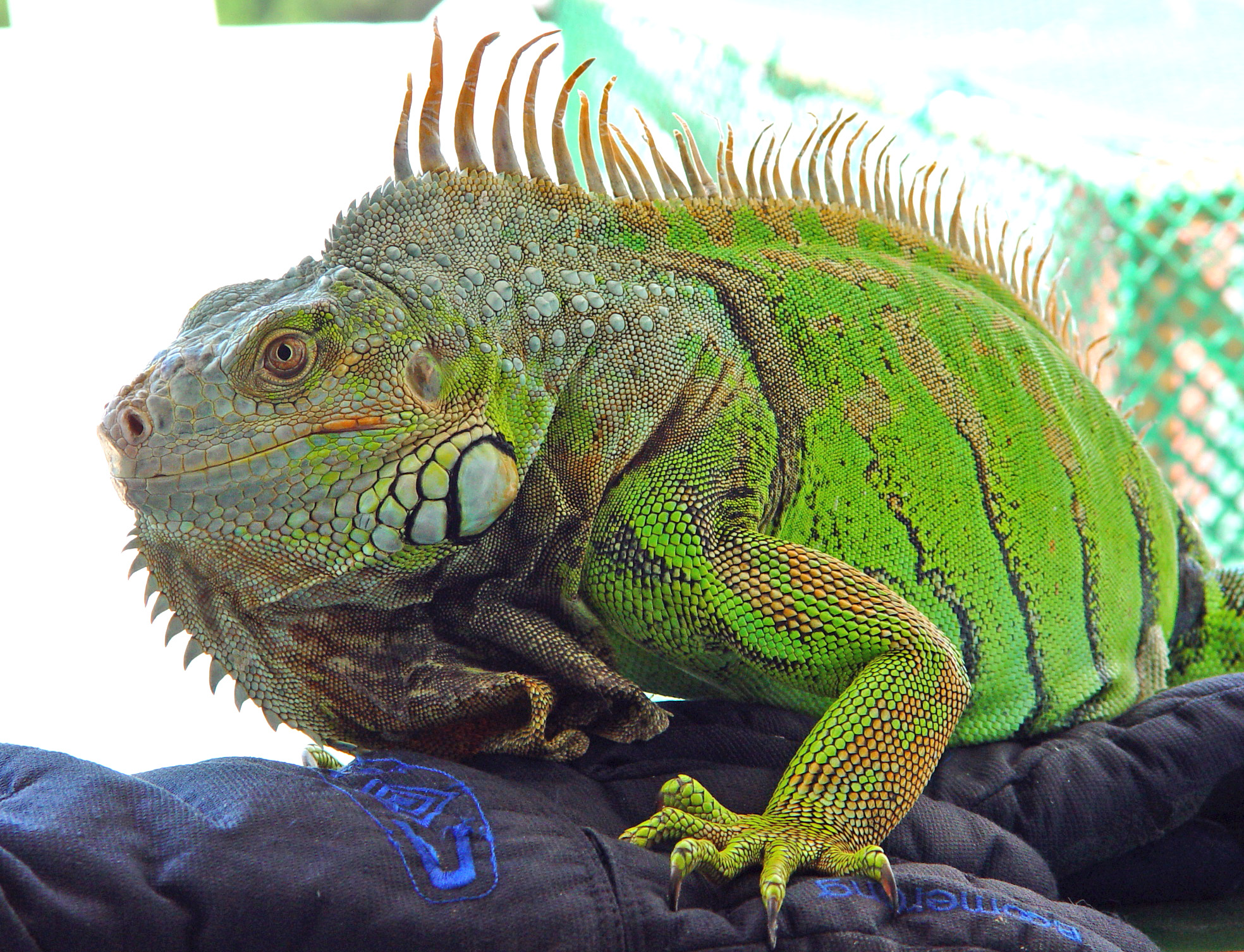
ایگوانای سبز، یکی از محبوب‌ترین حیوانات خانگی

ایگوانای سبز همچنین در مناطقی از آمریکای مرکزی مصرف غذایی دارد. مارمولک‌های خاردم نیز در مناطقی از آفریقا، صید و خورده می‌شوند.